# Triaspis stenogaster
Triaspis stenogaster är en stekelart som beskrevs av Martin 1956. Triaspis stenogaster ingår i släktet Triaspis och familjen bracksteklar. Inga underarter finns listade i Catalogue of Life.